# Termofília

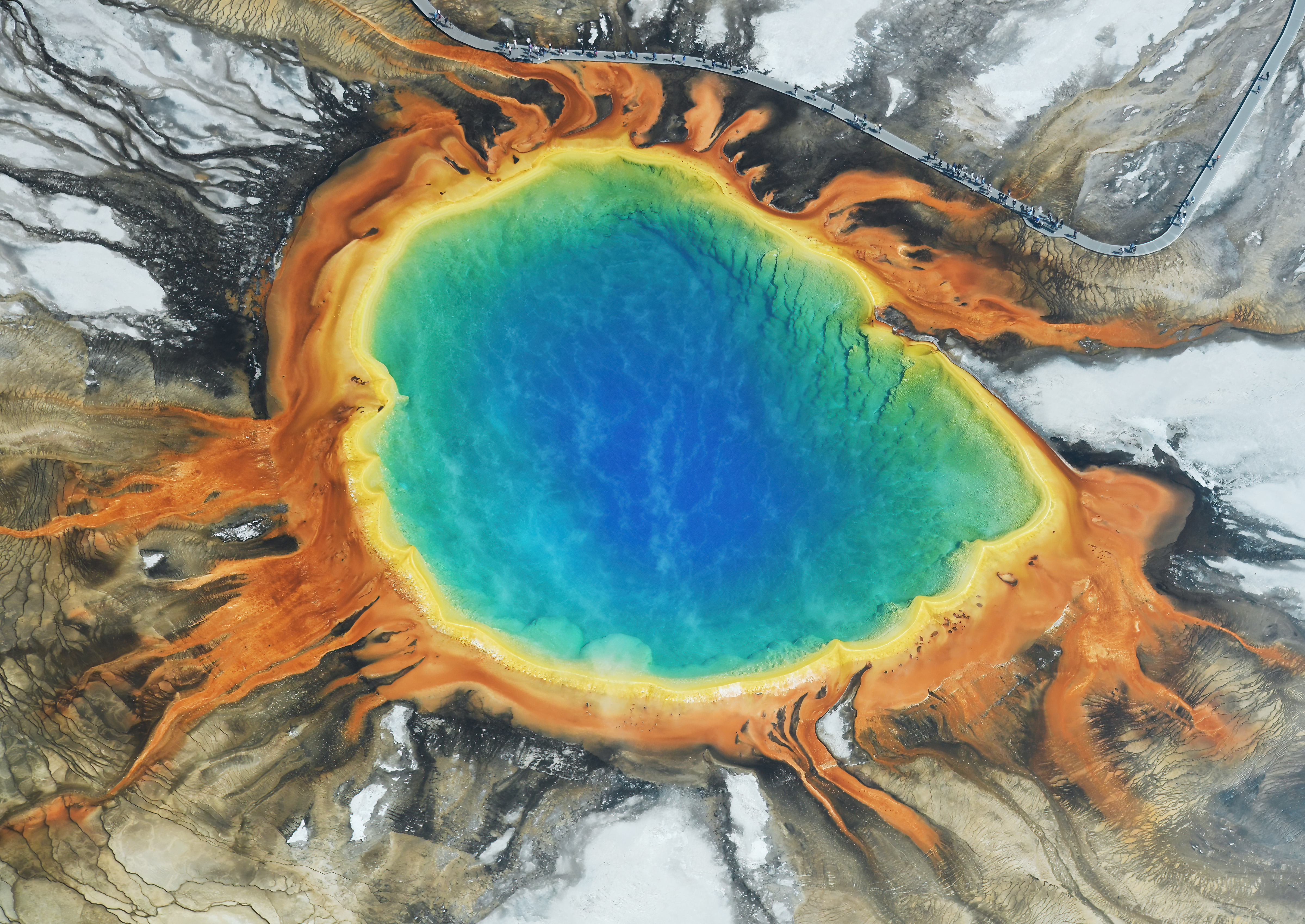
Els termòfils produeixen alguns dels vius colors del Grand Prismatic Spring, Yellowstone National Park

Un termòfil és un organisme – un tipus d'extremòfil – que viu a temperatures relativament altes, per sobre els 45 °C. Molts termòfils són arqueus, com el gènere Methanopyrus o Thermoproteus.
Trobem termòfils en diverses regions geotermals de la Terra com són les surgències calentes del Parc Nacional de Yellowstone (vegeu la imatge) o les dels fons marins, així com en àrees d'acumulació de matèria vegetal morta en descomposició com les torberes.
Com a prerequisit per a la seva supervivència, els termòfils contenen enzims capaços de funcionar a temperatures elevades sense desnaturalitzar-se i inactivar-se. Alguns d'aquests enzims són emprats en biologia molecular (per exemple, les DNA polimerases termoestables usades per la tècnica de la Reacció en Cadena de la Polimerasa o PCR.
Els termòfils són classificats en termòfils obligats i termòfils facultatius: els obligats (també anomenats termòfils extrems) requereixen aquestes temperatures extremadament altes per créixer, mentre que els facultatius (també anomenats termòfils moderats) poden créixer a temperatures elevades però també a temperatures més baixes (per sota els 50 °C). Els Hipertermòfils són termòfils particularment extrems pels quals les temperatures òptimes estan per sobre els 80 °C.